# Labor Pains
Labor Pains é um telefilme de comédia, lançado em 2009. Foi dirigido por Lara Shapiro e estrelado por Lindsay Lohan. Foi originalmente programado para ser lançado nos cinemas, mas acabou tendo sua estréia no canal ABC Family. O filme atraiu 2.1 milhões de espectadores em sua estréia.

## Enredo
Thea Clayhill está prestes a perder sua posição como secretária em uma editora. Então ela mente sobre estar grávida para salvar seu emprego, quando viu em um episódio de Law & Order que é discriminação demitir uma mulher grávida. O plano funciona, e ela consegue manter seu emprego.
Com a ajuda de sua amiga Lisa - e uma "barriga de bebê" roubado de um manequim - Thea finge sua gravidez ao mesmo tempo tenta descobrir seu próximo passo. Enquanto isso, seu chefe é chamado para fora da cidade e seu irmão bonito Nick assume. Em uma tentativa de obter a autora Suzie Cavandish para publicar o livro com a empresa, ele leva Thea para uma reunião com o autor. Thea convence o autor que eles são a "casa" certa para o seu livro. Nick, em seguida, lança uma nova divisão de parentalidade na editora, e ele quer Thea para ser a editor. Isso resulta em um aumento e promoção para Thea, bem como o início de um relacionamento romântico entre ela e Nick depois de quebrar o noivado falso com Miles. Ela começa a desfrutar de sua vida na medida em que a sua "gravidez" se torna real para ela. 

## Elenco
| Ator              | Personagem       |
| ----------------- | ---------------- |
| Lindsay Lohan     | Thea Clayhill    |
| Bridgit Mendler   | Emma             |
| Luke Kirby        | Nick             |
| Cheryl Hines      | Lisa DePardo     |
| Tara Reid         | Melanie H. Dixon |
| Kevin Covais      | Greg             |
| Aaron Yoo         | Miles            |
| Bonnie Somerville | Suzie Cavandish  |
| Creed Bratton     | Abbott           |
| Jay Thomas        | Garth            |
| Tracee Ellis Ross | Kristin          |
| Chris Parnell     | Jerry            |
| Darcy DeMoss      | Hot Redhead      |
| Shirly Brener     | Britney          |
| D. C. Douglas     | Produtor         |
| Maree Cheatham    | Ann              |
| Jack Axelrod      | O'Keefe          |

## Recepção da Crítica
Labor Pains recebeu uma nota de 55 em 100 no Metacritic, indicando "críticas mistas" em sua maioria. O Los Angeles Times disse que, embora a atuação de Lohan seja surpreendentemente adequada, o roteiro "oferece uma tarefa Olímpica para qualquer estrela, quando se faz saltos grandes e desajeitados em um cliché."